# Campo di Giove
Campo di Giove là một đô thị thuộc tỉnh L'Aquila dans la région Abruzzes Ý. Đô thị này có diện tích 30,4 km², dân số 907 người. Các đô thị giáp ranh gồm: Cansano, Pacentro, Palena (CH)